# Guajiasi
Guajiasi (kinesiska: 挂甲寺, 挂甲寺街道) är ett stadsdelsdistrikt i Kina. Det ligger i storstadsområdet Tianjin, i den norra delen av landet, nära eller i stadens centrum. Antalet invånare är 88 190. Befolkningen består av 44 771 kvinnor och 43 419 män. Barn under 15 år utgör 7,0 %, vuxna 15-64 år 80 %, och äldre över 65 år 12,0 %.